# Contea di Wuqi
La contea di Wuqi (吴起县S, Wúqǐ XiànP) è una contea della Cina, situata nella provincia dello Shaanxi e amministrata dalla prefettura di Yan'an.